# Portugals kvindefodboldlandshold
Portugals kvindefodboldlandshold er det nationale fodboldhold for kvinder i Portugal. Det administreres af Portugals fodboldforbund.
Holdet kvalificerede sig for første gang til en EM-slutrunde, ved EM 2017 i Holland under den ambitiøse nye landstræner Francisco Neto. Ved slutrunden blev man nummer fire sin gruppe, der havde selskab af England, Spanien og Skotland. Dermed gik holdet ikke videre fra den indledende runde, men vandt alligevel 2–1 over Skotland i den anden gruppekamp. Fem år efter ved EM 2022 i England blev man igen elimineret fra den indledende runde med et enkelt point mod Schweiz. Ikke desto mindre havde holdet slået sig fast blandt sub-toppen i international kvindefodbold. Ligeledes lykkedes det holdet at kvalificerer sig til deres første VM-slutrunde i 2022, ved VM i fodbold 2023 i Australien/New Zealand. Holdet gik dog heller ikke videre fra den indledende runde, men vandt én kamp mod Vietnam og spillede uafgjort mod de forsvarende verdensmestre fra USA.

## Statistik over deltagelser i store turneringer

### VM i fodbold
| År    | Resultat          | K                 | V                 | U*                | T                 | M+                | M-                |
| ----- | ----------------- | ----------------- | ----------------- | ----------------- | ----------------- | ----------------- | ----------------- |
| 1991  | Deltog ikke       | Deltog ikke       | Deltog ikke       | Deltog ikke       | Deltog ikke       | Deltog ikke       | Deltog ikke       |
| 1995  | Ikke kvalificeret | Ikke kvalificeret | Ikke kvalificeret | Ikke kvalificeret | Ikke kvalificeret | Ikke kvalificeret | Ikke kvalificeret |
| 1999  | Ikke kvalificeret | Ikke kvalificeret | Ikke kvalificeret | Ikke kvalificeret | Ikke kvalificeret | Ikke kvalificeret | Ikke kvalificeret |
| 2003  | Ikke kvalificeret | Ikke kvalificeret | Ikke kvalificeret | Ikke kvalificeret | Ikke kvalificeret | Ikke kvalificeret | Ikke kvalificeret |
| 2007  | Ikke kvalificeret | Ikke kvalificeret | Ikke kvalificeret | Ikke kvalificeret | Ikke kvalificeret | Ikke kvalificeret | Ikke kvalificeret |
| 2011  | Ikke kvalificeret | Ikke kvalificeret | Ikke kvalificeret | Ikke kvalificeret | Ikke kvalificeret | Ikke kvalificeret | Ikke kvalificeret |
| 2015  | Ikke kvalificeret | Ikke kvalificeret | Ikke kvalificeret | Ikke kvalificeret | Ikke kvalificeret | Ikke kvalificeret | Ikke kvalificeret |
| 2019  | Ikke kvalificeret | Ikke kvalificeret | Ikke kvalificeret | Ikke kvalificeret | Ikke kvalificeret | Ikke kvalificeret | Ikke kvalificeret |
| 2023  | Gruppespillet     | 3                 | 1                 | 1                 | 1                 | 2                 | 1                 |
| Total | 1/9               | 3                 | 1                 | 1                 | 1                 | 2                 | 1                 |

*Uafgjort inkluderer knockout-kampe, som blev afgjort med straffesparkskonkurrence.

### EM i fodbold
| År    | Resultat          | K                 | V                 | U*                | T                 | M+                | M-                |
| ----- | ----------------- | ----------------- | ----------------- | ----------------- | ----------------- | ----------------- | ----------------- |
| 1984  | Ikke kvalificeret | Ikke kvalificeret | Ikke kvalificeret | Ikke kvalificeret | Ikke kvalificeret | Ikke kvalificeret | Ikke kvalificeret |
| 1987  | Ikke kvalificeret | Ikke kvalificeret | Ikke kvalificeret | Ikke kvalificeret | Ikke kvalificeret | Ikke kvalificeret | Ikke kvalificeret |
| 1989  | Ikke kvalificeret | Ikke kvalificeret | Ikke kvalificeret | Ikke kvalificeret | Ikke kvalificeret | Ikke kvalificeret | Ikke kvalificeret |
| 1991  | Ikke kvalificeret | Ikke kvalificeret | Ikke kvalificeret | Ikke kvalificeret | Ikke kvalificeret | Ikke kvalificeret | Ikke kvalificeret |
| 1993  | Ikke kvalificeret | Ikke kvalificeret | Ikke kvalificeret | Ikke kvalificeret | Ikke kvalificeret | Ikke kvalificeret | Ikke kvalificeret |
| 1995  | Ikke kvalificeret | Ikke kvalificeret | Ikke kvalificeret | Ikke kvalificeret | Ikke kvalificeret | Ikke kvalificeret | Ikke kvalificeret |
| 1997  | Ikke kvalificeret | Ikke kvalificeret | Ikke kvalificeret | Ikke kvalificeret | Ikke kvalificeret | Ikke kvalificeret | Ikke kvalificeret |
| 2001  | Ikke kvalificeret | Ikke kvalificeret | Ikke kvalificeret | Ikke kvalificeret | Ikke kvalificeret | Ikke kvalificeret | Ikke kvalificeret |
| 2005  | Ikke kvalificeret | Ikke kvalificeret | Ikke kvalificeret | Ikke kvalificeret | Ikke kvalificeret | Ikke kvalificeret | Ikke kvalificeret |
| 2009  | Ikke kvalificeret | Ikke kvalificeret | Ikke kvalificeret | Ikke kvalificeret | Ikke kvalificeret | Ikke kvalificeret | Ikke kvalificeret |
| 2013  | Ikke kvalificeret | Ikke kvalificeret | Ikke kvalificeret | Ikke kvalificeret | Ikke kvalificeret | Ikke kvalificeret | Ikke kvalificeret |
| 2017  | Gruppespillet     | 3                 | 1                 | 0                 | 2                 | 3                 | 5                 |
| 2022  | Gruppespillet     | 3                 | 0                 | 1                 | 2                 | 4                 | 10                |
| Total | 2/12              | 6                 | 1                 | 1                 | 4                 | 7                 | 15                |

*Uafgjort inkluderer knockout-kampe, som blev afgjort med straffesparkskonkurrence.

## Aktuel trup
Følgende spillere blev indkaldt til den endelige trup ved EM i kvindefodbold 2022 i England.
Landstræner: Francisco Neto